# Trần Cảo (tướng khởi nghĩa)
Trần Cảo (chữ Hán: 陳暠) là thủ lĩnh quân khởi nghĩa ở Đại Việt cuối thời Lê sơ. Ông lãnh đạo dân chúng nổi dậy chống các triều vua Lê Tương Dực, Lê Chiêu Tông, 3 lần đem quân uy hiếp Đông Kinh, ở lần 2 ông chiếm được Đông Kinh một thời gian. Cuộc nổi dậy của ông tuy thất bại nhưng đã gây cho quân triều đình thiệt hại lớn, và là một tác nhân đưa nhà Lê suy yếu và đi đến sụp đổ. Sách Khâm định Việt sử thông giám cương mục do phải kỵ húy nên thay chữ "cảo" 暠 trong tên ông bằng chữ "cao" 高, gọi ông là Trần Cao (陳高).

## Khởi nghĩa
Sử chép Trần Cảo là người trang Dưỡng Chân, huyện Thủy Đường, phủ Kinh Môn, trấn Hải Dương (nay là thành phố Thủy Nguyên, thành phố Hải Phòng).
Cuối thời Lê sơ, Trần Cảo làm đến chức Thuần Mỹ điện giám. Bấy giờ, vua Lê Uy Mục thì tàn ác, vua Lê Tương Dực thì hoang phí sa đọa, triều chính rối ren, khởi nghĩa nông dân liên tiếp nổ ra. Trần Cảo nghe lời sấm truyền trong dân gian rằng "đông phương hữu thiên tử khí", bèn quyết định khởi binh lập nghiệp lớn.
Ông tụ tập những người tha hương trốn tránh làm vây cánh, tự xưng là cháu năm đời của vua Trần Thái Tông và là ngoại thích của Quang Thục hoàng hậu, mẹ vua Lê Thánh Tông. Tháng 3 năm 1516, ông cùng con là Cung (㫒) và các thủ hạ Phan Ất người Chiêm Thành, Đình Ngạn, Đình Nghệ, Công Uẩn, Đình Bảo, Đoàn Bố dấy binh khởi nghĩa ở chùa Quỳnh Lâm, chiếm cứ hai huyện Thủy Đường và Đông Triều.
Trần Cảo khi ra trận mình mặc áo đen, quân lính đều cạo trọc đầu, để ba chỏm tóc nên còn gọi là lính tam đóa (三鬌, nghĩa là ba chỏm tóc). Ông tự xưng là Đế Thích giáng sinh, xưng làm vua, đặt niên hiệu là Thiên Ứng (天應). Cả một vùng Hải Dương phía đông, quân nhà Lê không chống đỡ nổi, quân tam đóa làm chủ. "Đại Việt thông sử" ghi nhận: "vùng Hải Dương đều rạp xuống như cỏ gặp gió, không ai chống cự nổi". Quân của Trần Cảo đông tới vài vạn người.

## Đánh chiếm kinh thành
Tháng 4 năm 1516, Trần Cảo mang quân đánh vào các huyện Tiên Du, Quế Dương, Gia Lâm rồi tiến thẳng vào bến Bồ Đề, uy hiếp Thăng Long. Vua Lê Tương Dực phải xuống chiếu thân chinh đi đánh, trước hết sai Đông Nham bá Lại Thúc Mậu mang quân qua sông, đóng ở Lâm Hạ (nay thuộc huyện Gia Lâm, thành phố Hà Nội) ra lệnh nổ ba tiếng pháo, hợp các đạo quân lại cùng đánh. Quân Trần Cảo bị thua, ông chạy về Trâu Sơn.
Lê Tương Dực lại sai Định quận công Phùng Trấn, Diên Hưng bá Trịnh Khổng Chiêu, Phú Lộc bá Trịnh Ngạc đem quân đuổi đánh Trần Cảo. Trần Cảo đại phá quân triều đình, giết chết Phùng Trấn với Trịnh Khổng Chiêu, và bắt sống Trịnh Ngạc. Vì Trịnh Ngạc không chịu đầu hàng nên Trần Cảo cũng giết chết luôn.
Lê Tương Dực lo sợ, triệu tập An Hòa hầu Nguyễn Hoằng Dụ về cứu. Hoằng Dụ mang quân về đóng ở dinh Bồ Đề.
Bấy giờ Nguyên quận công Trịnh Duy Sản thường can ngăn trái ý Lê Tương Dực. Nhà vua bực tức sai đánh Duy Sản bằng trượng. Trịnh Duy Sản tức lắm, ngấm ngầm bàn với Thái sư Lê Quảng Độ, Thượng thư Trình Chí Sâm cùng nhau bỏ Tương Dực để lập vua khác.
Đêm ngày 6 tháng Tư âm lịch (tức 7 tháng 5 năm 1516), Duy Sản lấy cớ đi đánh Trần Cảo nhưng rồi trở mặt giết chết Lê Tương Dực. Nguyễn Hoằng Dụ vốn cùng phe với Tương Dực, thấy Tương Dực bị giết bèn phóng lửa đốt phá và cướp kinh thành, rồi dẫn quân về phía nam, bỏ mặc việc triều chính cho phe Trịnh Duy Sản.
Trịnh Duy Sản cùng Thái sư Lê Quảng Độ lập chắt của Lê Thánh Tông (tức gọi Tương Dực bằng chú) mới 11 tuổi lên ngôi, đó là vua Lê Chiêu Tông. Trần Cảo nhân lúc đạo quân Nguyễn Hoằng Dụ rút rồi, bèn dồn sức tấn công kinh thành. Trịnh Duy Sản lật đật mang vua Chiêu Tông bỏ chạy vào thành Tây Đô ở Thanh Hóa, Thái sư Lê Quảng Độ ra đầu hàng Trần Cảo. Ông bèn thu dụng Lê Quảng Độ, tiến quân qua sông vào thành Thăng Long, giao cho Lê Quảng Độ cho coi việc triều chính.

## Đại bại ở kinh thành
Lúc đó con nuôi của Trịnh Duy Sản là Trần Chân họp tập thống suất các dũng sĩ cũ cùng con em trong nhà, binh tráng trong làng được mấy ngàn người, đóng ở chợ Hoàng Hoa để mưu tính công việc đánh Trần Cảo.
Trần Cảo được tin, sai Phan Ất từ làng Bảo Đà huyện Thanh Oai tiến quân; Trần Chân từ làng Dư Dụ huyện Thanh Đàm đem quân đón đánh. Trần Chân tiến đến xạ đôi (mô đất để tập bắn) cố sức đánh nhau với Phan Ất, khí giới đều hết phải lấy mảnh cong mảnh lọ để ném. Răng và miệng Trần Chân bị thương nặng, lại thấy rằng toán quân của mình chơ vơ khó có thể đánh lâu được, bèn nhân đêm rút quân đến chợ Hoàng Hoa.
Lê Chiêu Tông ở Tây Đô, tập hợp lực lượng quân tam phủ (Thiệu Thiên, Hà Trung và Tĩnh Gia thuộc Thanh Hóa) mưu khôi phục Thăng Long, sai Lê Nghĩa Chiêu thảo hịch đánh Trần Cảo.
Quân các trấn theo lời hịch về hội, Trịnh Duy Sản nhận lệnh vua Chiêu Tông thống lĩnh quân thủy lẫn quân bộ, hợp sức các tướng cần vương có Trịnh Hy, Lê Sạn, Lê Dực, Trương Huyền Linh tiến đánh kinh thành, vây 4 mặt.
Trần Cảo mang quân lên lầu ngoài cổng, vẫy cờ bắn súng chống lại. Quân khởi nghĩa từ cầu Mộng tiến vào cung Thuỵ Quang, quân của Trịnh Hy phải lùi lại, sắp rút về giữ Hồng Mai thì gặp quân Nguyễn Hoằng Dụ kéo tới, bèn cùng chấn chỉnh lại đội ngũ tiến vào cửa Đại Hưng.
Duy Sản đổi hướng đánh từ bến Thái Cực sang bến Đông Hà. Quân Trần Cảo núng thế, nhưng quân triều đình vẫn chưa chiếm lại được Thăng Long, bèn chuyển sang vây phía tây.
Trong khi chiến sự kinh thành chưa ngã ngũ thì một tướng ở Sơn Tây là Hà Công Chân muốn tranh công đánh lấy kinh thành, chống lại quân triều đình. Trịnh Duy Sản tự mình mang quân ra chặn đánh, giết chết Công Chân. Sau đó các đạo quân nhà Lê hợp lại phá tan quân Trần Cảo. Ông bèn phá vây bỏ chạy về Lạng Nguyên. Vua Chiêu Tông trở lại kinh đô.

## Đại phá Trịnh Duy Sản
Lê Chiêu Tông treo giải thưởng cho ai bắt sống được cha con Trần Cảo. Tháng 8 năm 1516, quân nhà Lê bắt được tướng dưới quyền ông là Phan Ất ở Đông Triều, đóng cũi mang về Thăng Long xử chém.
Trần Cảo vẫn hoạt động mạnh chống lại triều đình. Lê Chiêu Tông dùng Trịnh Duy Sản làm quyền tiết chế các doanh thủy bộ, quản lãnh các huyện ở Hải Dương. Tướng Trịnh Tuy mang quân đến đánh chiếm lại vùng Kinh Bắc từ tay quân Trần Cảo rồi đóng ở phía bắc Thị Cầu.
Tháng 11 năm 1516, Duy Sản cùng Nguyễn Hoằng Dụ dẫn các tướng đi đánh Trần Cảo ở xã Trâu Sơn, huyện Chí Linh (Hải Dương). Tuy nhiên, tình hình ở kinh thành không yên, kỷ luật của tướng sĩ không nghiêm. Các tướng triều đình do Đa Sĩ cầm đầu cậy có công làm càn, hoành hành cướp phá ở kinh đô, thả cửa giết người. Duy Sản nghe tin, vội sai con nuôi là Trần Chân điều bớt quân về kinh để dẹp các tướng làm loạn.
Sau đó quân của Trần Cảo đánh nhau giáp lá cà với quân Duy Sản ở xã Nam Giản. Quân khởi nghĩa giết chết tỳ tướng của Duy Sản là Hạnh. Quân Duy Sản bắt đầu núng thế. Quân Trần Cảo tới khiêu chiến, tuy các tướng can ngăn, nhưng Trịnh Duy Sản lại không nghe theo, tự mình ra quân, tiên phong đánh vào trại Trần Cảo. Trần Cảo biết Sản nôn nóng muốn thắng bèn phục kích, đánh tan quân triều đình. Trịnh Duy Sản cùng Nguyễn Thượng bị Trần Cảo bắt sống mang về hành dinh ở Vạn Kiếp giết chết.

## Nhà sư biệt tích
Trần Cảo thừa thắng xông lên, tiến quân thẳng đến Bồ Đề để đánh kinh thành một lần nữa. Kinh thành lại gặp nguy hiểm. Lê Chiêu Tông liền sai tướng quân Thiết Sơn bá Trần Chân mang quân ra đón đánh. Trần Cảo có phần chủ quan sau khi giết được quốc công tiết chế Trịnh Duy Sản, bị Trần Chân đón đánh phá tan tành. Quân khởi nghĩa bị chết trận này rất nhiều.
Trần Cảo bị thua nặng nề, phải chạy lên Lạng Nguyên. Quân Trần Cảo và quân triều đình lấy sông Minh Nguyệt làm ranh giới. Trần Cảo cùng Trần Chân đánh nhau nhiều ngày vẫn không phân thắng bại.
Sau đó, Trần Cảo truyền ngôi cho con là Trần Cung rồi cạo đầu làm sư, giấu tên để trốn tránh. Các sách sử đều ghi nhận, từ đó không tìm ra tung tích của Trần Cảo, không biết kết cục của ông ra sao. Theo Đại Việt Sử ký Toàn thư, tại các thôn Bảo Lộc, An Lạc, Chu Nguyên vẫn còn đền thờ ông và các sử gia phong kiến phỏng đoán "có lẽ Cảo chết ở đó".
Trần Cung nhân lúc các tướng nhà Lê tranh giành quyền bính giết hại lẫn nhau, tiếp tục chiếm cứ phía đông chống lại triều đình, cũng xưng làm vua, đặt niên hiệu là Tuyên Hoà tới tận năm 1521 mới thất bại dưới tay Mạc Đăng Dung – viên tướng giỏi nhất của nhà Lê lúc đó, người không lâu sau lấy ngôi của nhà Lê. Trần Cung bại trận chạy lên châu Thất Nguyên rồi bị triều đình tầm nã bắt được, giải về kinh hành hình.

## Bình luận
Khởi nghĩa Trần Cảo là khởi nghĩa lớn nhất thời Lê sơ, tuy cuối cùng thất bại nhưng đã khiến triều đình nhà Lê nghiêng ngả. Các lực lượng quân phiệt khi đó lợi dụng việc chống Trần Cảo để phát triển lực lượng cho mình và hình thành các thế lực chia rẽ, chống đối nhà Lê. Dù không trực tiếp nhưng cuối cùng khởi nghĩa do ông đề xướng là một nguyên nhân khiến cho nhà Lê sụp đổ.
Những người tin thuyết Duy Tâm cho rằng, ông chính là hậu thân tái sinh của Trần Cảo từ thời đầu nhà Lê. Tiền thân Trần Cảo được Lê Lợi dựng làm vua theo lời yêu sách của Vương Thông, tướng nhà Minh. Nhưng sau khi Lam Sơn đại thắng, năm 1428, Lê Lợi đã giết (tiền) Trần Cảo để chiếm ngôi vua. Vì vậy Trần Cảo, hơn 50 năm sau, tái sinh để báo thù.  (Điểm đáng lưu ý là, năm 1516, hậu Trần Cảo khi xưng vua lấy hiệu là Thiên Ứng; trong khi đó tiền Trần Cảo khi được Lê Lợi dựng lên lấy hiệu là Thiên Khánh).
Những người tin sấm vĩ cũng cho rằng, niềm tin của Trần Cảo vào sấm truyền phương đông có khí thiên tử không phải là bừa bãi, bởi không lâu sau khi cha con ông (đều cùng xưng là vua) thất bại, người đánh bại con ông và lấy ngôi nhà Lê - Mạc Đăng Dung – cũng xuất thân từ phương có "khí thiên tử" đó.